# Anna Kalinskaya
Anna Nikolayevna Kalinskaya (nascida em 2 de dezembro de 1998), é uma tenista profissional russa. Classificada pela Women's Tennis Association (WTA), ela alcançou o recorde de sua carreira de nº 24 como jogadora individual em 26 de fevereiro de 2024 e nº 49 como jogadora de duplas em 6 de fevereiro de 2023. No WTA Tour ela ganhou três títulos de duplas; no Circuito Feminino da ITF ela conquistou sete títulos de simples e doze de duplas.
Sua carreira promissora começou aos 17 anos, quando ela ganhou o título de duplas femininas de um Grand Slam no Australian Open de 2016 ao lado de Tereza Mihalíková. Ela já havia chegado à final do Aberto da França de 2015 no evento individual feminino quando perdeu para Paula Badosa em sets diretos, bem como à final do Aberto dos Estados Unidos de 2015 no evento de duplas, ao lado de sua compatriota Anastasia Potapova, que perderam por 7-5, 6-2 para Viktoria Kuzmova [en] / Aleksandra Pospelova [en].
Em 2017, ela derrotou a ex-campeã do US Open Sloane Stephens na primeira rodada do torneio por 6-3, 6-4, conquistando sua primeira vitória em um Grand Slam. Em 2022, ela e a americana Caty McNally conquistaram o título de tênis de duplas no Troféu Feminino de São Petersburgo.

## Vida pessoal
Ambos os pais são ex-jogadores profissionais de badminton - agora o pai trabalha na Federação e a mãe treina jogadores juniores; o irmão é jogador de futebol na Rússia. Kalinskaya começou a jogar tênis quando tinha cinco anos depois de ver o primo jogar enquanto passava o verão na casa da avó e seu torneio favorito é o St. Petersburg Ladies Trophy.
Kalinskaya não teve um ídolo do tênis quando criança, mas assistia muito a Justine Henin, Rafael Nadal, Roger Federer e Kim Clijsters. Fora da quadra gosta de assistir basquete, cozinhar e fazer compras; descreve seu dia perfeito como passar o tempo com seus amigos mais próximos; tem dois cachorros; o primeiro ganhou em seu aniversário de 13 anos e fica em Moscou com seus pais, o segundo é um Pomsky chamado Kobe que viaja com ela a maior parte do tempo em turnê; adora documentários e filmes românticos; músicos favoritos são Dua Lipa, Post Malone, Rihanna, Justin Bieber e DJ Khaled.

## Carreira júnior
Kalinskaya teve muito sucesso como júnior, com a classificação júnior combinada mais alta, nº 3. Ela ganhou um total de dezesseis títulos: oito em eventos individuais e oito em duplas. Seu título mais significativo foi o Aberto da Austrália de 2016 em duplas. Além disso, ela chegou à final do Aberto da França de 2015 em simples e do Aberto dos Estados Unidos de 2015 em duplas.

### Simples
Em 2012, Kalinskaya ganhou a Green Cup de Grau-5 em seu primeiro evento individual no ITF Junior Circuit. Em 2013, ela alcançou as quartas de final do torneio de Grau-2 em Šiauliai e as semifinais do torneio de Grau-2 em Kazan. Ela ganhou seu segundo título de simples no torneio de Grau-3 em Almaty e seu terceiro título de simples no evento de Grau-4 em Riga. Ela avançou para as finais do torneio de Grau-4 em Tallinn, mas terminou em segundo lugar. No final do ano, ela ganhou o título no torneio de Grau-3 de Lárnaca e foi vice-campeã no torneio de Grau-3 em Nonthaburi.
Sua jornada e progresso continuaram na temporada de 2014, quando ela venceu o torneio Grau-2 em Bratislava, derrotando Viktória Kužmová [en], que mais tarde se tornou sua parceira de duplas em eventos seniores. Com Kužmová, ela conquistou seu primeiro título de duplas em 2019. Em março, ela venceu o torneio Grau-2 em Šiauliai, seguido pela final do Grau-2 em Kazan. No Aberto da França de 2014, ela fez sua estreia em um Grand Slam, mas foi eliminada na primeira rodada. Mesmo assim, isso não a desmotivou, pois ela alcançou as semifinais do torneio Grau-2 de Moscou e depois a final do torneio Grau-1 de Berlim. Ficou ainda melhor no final de agosto, já que ela ganhou seu primeiro título de torneio Grau-1 em Colle Park. Apesar da derrota inicial em sua estreia importante, Kalinskaya se redimiu com as quartas de final do US Open. No final de outubro, ela alcançou as quartas de final do importante torneio de Grau-A, a Osaka Mayor's Cup.
Em março de 2015, Kalinskaya começou a temporada com duas quartas de final de torneios Grau-1 em Kazan e Beaulieu-sur-Mer, respectivamente. Ela então fez sua estreia no Trofeo Bonfiglio de Grau-A, mas perdeu na segunda rodada para Katherine Sebov [en]. Kalinskaya teve sucesso em sua estreia no Aberto da França ao avançar para a final. Na final, ela perdeu para Paula Badosa em dois sets. No final de agosto de 2015, ela conquistou o título do torneio Grau-1 em College Park, onde ela estava defendendo o título. Durante o ano ela também foi eliminada nas primeiras rodadas de Wimbledon e do US Open. Em 2016, Kalinskaya disputou apenas dois torneios. Seu primeiro torneio do ano foi o torneio Grau-1 de Traralgon, onde perdeu para Vera Lapko [en] na final. Ela terminou sua carreira júnior de simples nas quartas de final no Australian Open de 2016, perdendo novamente para Lapko.
Em novembro de 2023, Kalinskaya ganhou o torneio Dow Tennis Classic vencendo a final contra Jana Fett em sets diretos.

### Duplas
Kalinskaya teve nada menos que sucesso em eventos de duplas. Sua primeira final foi em março de 2013 no torneio Grau-2 de Šiauliai. Na semana seguinte ela chegou em outra final, mas ainda sem título. Em setembro de 2013, ela ganhou seu primeiro título no torneio Grau-3 de Larnaca ao lado de Gyulnara Nazarova [en].
Sua temporada de 2014 começou com o título no torneio Grau-2 de Bratislava. Na semana seguinte, ela foi ainda mais longe, vencendo seu primeiro torneio Grau-1 em Přerov. Um mês depois, o terceiro título do ano foi no torneio Grau-2 em Šiauliai. Todos esses três títulos ela ganhou ao lado de Evgeniya Levashova [en]. No final de maio, ela chegou à final do torneio Grau-1 de Charleroi. No Aberto da França de 2014, ela fez sua estreia em duplas na chave principal de um Grand Slam, mas perdeu na primeira rodada. No final de junho, ela venceu o torneio de Grau-2 em Moscou. Ela não parou de ganhar seus títulos depois de ganhar um novo em agosto no torneio Grau-1 em College Park. No US Open, ela perdeu na segunda rodada. Mais tarde, ela fez sua estreia em duplas na Osaka Mayor's Cup e chegou às semifinais.
Durante o primeiro semestre de 2015, Kalinskaya não teve resultados brilhantes. No entanto, as coisas melhoram em agosto no torneio Grau-1 em College Park, onde ela defendeu seu título com sucesso. Sua próxima parada foi no US Open, onde alcançou sua primeira final de Grand Slam em duplas. Ao lado de Anastasia Potapova, elas perderam para Kužmová e Aleksandra Pospelova [en]. Ela terminou sua carreira júnior de duplas com o título no Australian Open de 2016, que conquistou junto com Tereza Mihalíková [en].

### 2024: Quartas de final em Grand Slam, estreia entre as Top 50
Kalinskaya iniciou a temporada no torneio Brisbane International, onde venceu Bernarda Pera na primeira rodada e perdeu para Victoria Azarenka na segunda, ambos os jogos em sets diretos. Seu próximo compromisso foi no Adelaide International, onde passou pela qualificatória, venceu Barbora Krejcikova na primeira rodada da chave principal em jogo de três sets e perdeu para Daria Kasatkina na segunda rodada também em jogo de três sets. Depois disso, partiu para o Australian Open. Na campanha desse Major, ela derrotou a vinda da qualificatória  Katie Volynets na primeira rodada em jogo de três sets, Arantxa Rus na segunda em sets diretos, e Sloane Stephens na terceira, em jogo de três sets. Na quarta rodada, ela venceu a 26ª cabeça de chave, Jasmine Paolini em mais um jogo de três sets. Nas quartas de final, perdeu para a 12ª "cabeça de chave", Zheng Qinwen em mais um jogo de três sets.
No giro do Oriente Médio, no Qatar, Kalinskaya perdeu para Karolina Pliskova em jogo de três sets. Já e em Dubai, seu desempenho melhorou muito, ela passou por Rebeka Masarova [en] e Kamilla Rakhimova na qualificatória, na chave principal, passou por Storm Hunter, Cristina Bucsa, Jelena Ostapenko, Coco Gauff e surpreendeu a número 1 do mundo Iga Świątek vencendo-a em sets diretos para chegar à final. Na final, ela perdeu para Jasmine Paolini em um jogo muito equilibrado de três sets, ficando com o vice-campeonato. No giro americano, em Indian Wells, ela encontrou Paolini novamente na terceira rodada e mais uma vez, perdeu em jogo de três sets. No Miami Open, chegou às oitavas de final onde foi obrigada a desistir da partida contra Maria Sakkari devido a uma contusão.
Kalinskaya iniciou a temporada em quadras de saibro tentando o Porsche Tennis Grand Prix, mas não conseguiu passar  pela qualificatória. No Aberto de Madri, ela perdeu seu jogo de estreia para Sara Bejlek [en] em sets diretos. Já no Aberto de Roma, ela venceu a vinda da qualificatória, Clara Tauson em seu jogo de estreia em sets diretos, mas na sequência, perdeu para a cabeça de chave N° 16, Elina Svitolina, também em sets diretos. Já no Aberto da França, como cabeça de chave N° 23, venceu Clara Burel, na primeira rodada em sets diretos, mas perdeu na segunda para Bianca Andreescu, em jogo de três sets.
Kalinskaya começou a temporada em quadras de grama pelo Berlim Ladies Open, no qual, venceu Nao Hibino, na primeira rodada em jogo de três sets, a cabeça de chave N° 5, Marketa Vondrousova na segunda quando a adversária desistiu da partida logo no início, e a cabeça de chave N° 2 Aryna Sabalenka quando a adversária também desistiu da partida logo no início, e venceu Victoria Azarenka na semifinal em jogo de três sets. Na final, enfrentou a cabeça de chave N° 4 Jessica Pegula, em jogo muito disputado que perdeu em três sets, ficando com o vice-campeonato.